# Erbschaftssteuer in Österreich
In Österreich wird seit dem 1. August 2008 keine Erbschafts- und Schenkungssteuer mehr erhoben.
Bei Grundstücksvererbungen und -schenkungen fällt jedoch eine Grunderwerbsteuer an, weshalb insofern auch in Österreich in der Öffentlichkeit noch von „Erbschaftssteuer“ gesprochen wird.
Mit der Steuerreform 2015/2016 wurde die Grunderwerbsteuer, die bei entgeltlichen wie auch unentgeltlichen Vermögensübertragungen im Immobilienbereich anfällt, deutlich erhöht.

## Geschichte der Erbschaftssteuern in Österreich
Zur frühen Entwicklung vergl. Geschichte der Erbschaftsteuer

### Erbschafts- und Schenkungssteuergesetz 1955
Die Steuer laut Erbschafts- und Schenkungssteuergesetz 1955 (ErbStG 1955) war eine zwischen Bund und Ländern geteilte Bundesabgabe, die sowohl beim Erwerb von Todes wegen als auch bei Schenkungen unter Lebenden anfiel. Ihre Höhe richtete sich nach der sich aus dem Verwandtschaftsverhältnis zum Erblasser/Schenker ergebenden Steuerklasse des Erwerbers und der Höhe der Zuwendung unter Anwendung eines sich hierauf beziehenden progressiven Steuersatzes. Der Steuersatz lag in der Steuerklasse 1 (Ehegatten, Kinder) zwischen 2 % und 15 %, in der höchsten Steuerklasse 5 (ferne Verwandte und Dritte) zwischen 14 % und 60 % (§ 8 ErbStG 1955). Neben je nach Steuerklasse geltenden geringfügigen Freibeträgen (110 bis 2.200 Euro, Ehegattenfreibetrag bei Schenkungen 7.300 Euro) gab es eine Vielzahl anderer Steuerbefreiungen. So waren im Hinblick auf die besondere Ausgestaltung der Kapitalertragsteuer als auch die Erbschaftssteuer abgeltende Endsteuer die der Kapitalertragsteuer unterliegenden Erwerbe erbschaftssteuerfrei (vgl. § 15 Abs. 1 Z 17 ErbStG 1955). Für die Schenkungssteuer gab es eine derartige Befreiung nur befristet, nämlich im Zusammenhang von Sparbuchschenkungen und der damit verbundenen Entanonymisierung der Sparbücher (vgl. § 15 Abs. 1 Z 19 ErbStG 1955).
Das Erbschafts- und Schenkungssteuergesetz 1955 hat noch für Altfälle, das sind bis zum 31. Juli 2008 erfolgte Erbfälle, Bedeutung.

### Aufhebung der Erbschafts- und der Schenkungssteuer 2007
Der österreichische Verfassungsgerichtshof hat mit seinen Entscheidungen vom 7. März 2007 die erbschaftssteuerlichen Regelungen des Erbschafts- und Schenkungssteuergesetzes und vom 15. Juni 2007 auch die schenkungssteuerlichen Regelungen für verfassungswidrig erklärt und mit Wirkung ab dem 1. August 2008 aufgehoben, weil die Bewertungsvorschriften für Grundstücke gegen den Gleichheitsgrundsatz verstoßen hatten. Der Gesetzgeber hat darauf verzichtet, die ihm gewährte Frist, das Gesetz nachzubessern, zu nutzen, wodurch die Erbschafts- und Schenkungssteuer ausgelaufen ist, er hat jedoch im Hinblick hierauf einige Gesetze wie das Grunderwerbsteuergesetz oder die Bundesabgabenordnung (§ 121a BAO) angepasst und das Stiftungseingangssteuergesetz neu eingeführt. Das Aufkommen aus dieser Steuer war mit etwa 110 bis 150 Millionen Euro jährlich vergleichsweise gering. Der Aufwand, sie zu erheben, soll aber sehr hoch gewesen sein. Etwa 130 Finanzbeamte waren zu rund einem Viertel ihrer Arbeitszeit damit befasst. Die österreichische Erbschafts- und Schenkungssteuer zählt zweifelsfrei zu den sogenannten Kleinabgaben. Das Argument, dass die Einhebung im Vergleich zum Aufkommen zu teuer sei, wird angesichts des tatsächlichen Ertrages dennoch nicht von allen geteilt. In der politischen Auseinandersetzung wurde bzw. wird vereinzelt noch sowohl von der SPÖ als auch von den Grünen kritisiert, dass mit der Abschaffung bzw. dem Auslaufenlassen der Erbschafts- und Schenkungssteuer – abgesehen von der Grundsteuer und der Kapitalertragsteuer – in Österreich eine Besteuerung von Vermögen praktisch nicht stattfindet und hierdurch andere Einkünfte wie Arbeitseinkommen benachteiligt würden.
Laut einer repräsentativen Umfrage Anfang 2020 stimmten 64 % der Bevölkerung einer Besteuerung von Vermögensanteilen über 1 Million Euro zu, einer Besteuerung von Erbschaften über 1 Million Euro 66 % der Bevölkerung. Im August 2023 präsentierte die SPÖ ihre Vorstellungen einer Erbschaftssteuer: „Dabei soll es einen Lebensfreibetrag von einer Million geben, das heißt, wer innerhalb von 30 Jahren Erbschaften oder Schenkungen gesamt im Wert von unter einer Million erhält, muss nichts bezahlen.“ Die Grunderwerbssteuer würde gleichzeitig entfallen.

## Unterscheidung von Erben und Schenken
Im Sinne des Gesetzes fällt unter Erwerb von Todes wegen (§ 2 ErbStG):
1. der Erwerb durch Erbanfall, durch Vermächtnis oder auf Grund eines geltend gemachten Pflichtteilsanspruches;
2. der Erwerb durch Schenkung auf den Todesfall sowie jeder andere Erwerb, auf den die für Vermächtnisse geltenden Vorschriften des bürgerlichen Rechts Anwendung finden;
3. der Erwerb von Vermögensvorteilen, der auf Grund eines vom Erblasser geschlossenen Vertrags unter Lebenden von einem Dritten mit dem Tode des Erblassers unmittelbar gemacht wird.

Als vom Erblasser zugewendet gilt auch (§ 2 Abs. 2)
1. der Übergang von Vermögen auf eine vom Erblasser angeordnete Stiftung;
2. was jemand infolge Vollziehung einer vom Erblasser angeordneten Auflage oder infolge Erfüllung einer vom Erblasser gesetzten Bedingung erwirbt, es sei denn, daß eine einheitliche Zweckzuwendung vorliegt;
3. was jemand dadurch erlangt, daß bei Genehmigung einer Zuwendung des Erblassers Leistungen an andere Personen angeordnet oder zur Erlangung der Genehmigung freiwillig übernommen werden;
4. was als Abfindung für einen Verzicht auf den entstandenen Pflichtteilsanspruch oder für die Ausschlagung einer Erbschaft oder eines Vermächtnisses von dritter Seite gewährt wird;
5. was als Entgelt für die Übertragung der Anwartschaft eines Nacherben gewährt wird.

Das Erlöschen von Leibrenten und anderen von dem Leben einer Person abhängigen Lasten gilt nicht als Erwerb von Todes wegen (§ 2 Abs. 3).
Als Schenkung im Sinne des Gesetzes gilt (§ 3 ErbStG):
1. jede Schenkung im Sinne des bürgerlichen Rechts;
2. jede andere freigebige Zuwendung unter Lebenden, soweit der Bedachte durch sie auf Kosten des Zuwendenden bereichert wird;
3. was infolge Vollziehung einer vom Geschenkgeber angeordneten Auflage oder infolge Erfüllung einer einem Rechtsgeschäft unter Lebenden beigefügten Bedingung ohne entsprechende Gegenleistung erlangt wird, es sei denn, daß eine einheitliche Zweckzuwendung vorliegt;
4. was jemand dadurch erlangt, daß bei Genehmigung einer Schenkung Leistungen an andere Personen angeordnet oder zur Erlangung der Genehmigung freiwillig übernommen werden;
5. was als Abfindung für einen Erbverzicht (§ 551 ABGB) gewährt wird;
6. was ein Vorerbe dem Nacherben mit Rücksicht auf die angeordnete Nacherbschaft vor ihrem Eintritt herausgibt;
7. der Übergang von Vermögen auf Grund eines Stiftungsgeschäftes unter Lebenden;
8. was bei Aufhebung einer Stiftung erworben wird.

Vorerbe ist der Erblasser (Verstorbene), Nacherbe der Empfänger eines Erbes (Erbberechtigte).

## Verwandte Regelungen zur Besteuerung unentgeltlicher Vermögensübergabe

### Erweiterung der Grunderwerbsteuer
Hinsichtlich des unentgeltlichen Erwerbs (wie durch Erbschaft oder Schenkung) von Grundstücken, also Liegenschaften, ist aber nach § 1 und § 3 Abs. 1 Z 2 Grunderwerbsteuergesetz 1987 (GrEStG 1987) eine Grunderwerbsteuer zu entrichten.
Bei der Bemessung wurde – in derselben Höhe wie das vormals zusätzlich zu entrichtende Grunderwerbssteueräquivalent der abgeschafften Steuern – der dreifache Einheitswert herangezogen, bei Erhalt des Objekts von Eltern, Kindern und dem Ehepartner belief sie sich auf 2 %, andernfalls auf 3,5 % der Bemessungsgrundlage.
Seit 1. Jänner 2016 wird immer der Grundstückwert (Verkehrswert) als Bemessungsgrundlage herangezogen. Der Steuersatz beträgt für die ersten 250.000 Euro 0,5 %, für die nächsten 150.000 Euro 2 %, darüber hinaus 3,5 %. Der Verkehrswert liegt gegenüber dem – vorher viele Jahre nicht erhöhten – Einheitswert signifikant höher. Er wird allgemein aus dem dreifachen Bodenwert und dem Gebäudewert ermittelt, aus einem Immobilienpreisspiegel, oder im Einzelfall gutachterlich.

### Anzeigepflicht bei Schenkungen
Für Schenkungen unter Lebenden besteht nach § 121a Bundesabgabenordnung (BAO) eine Anzeigepflicht für die Zuwendung von Bargeld, Kapitalforderungen, Beteiligungen an Gesellschaften, Betrieben oder Teilbetrieben und beweglichem körperlichem Vermögen. Keine Anzeigepflicht besteht danach für Grundvermögen, bezüglich dessen aber Schenkungen nach dem Grunderwerbsteuergesetz anzuzeigen sind. Der Anzeigepflicht unterliegen nicht unentgeltliche Erwerbe bis zu 15.000 Euro, wobei die binnen fünf Jahren, gerechnet ab der letzten Schenkung, erfolgten Schenkungen derselben Person zusammengerechnet werden. Bei Schenkungen zwischen Angehörigen erhöht sich diese Freigrenze auf 50.000 Euro und verkürzt sich die Frist zur Zusammenrechnung auf ein Jahr. Nahe Angehörige sind Verwandte ersten und zweiten Grades (Eltern und Geschwister sowie deren Abkömmlinge, Eltern und Voreltern sowie die jeweils entsprechend verschwägerten Personen, die Ehegatten und die Lebensgefährten). Die Anzeigepflicht gilt nicht für Gelegenheitsgeschenke, ebenfalls nicht für die nach dem alten Erbschafts- und Schenkungssteuergesetz 1955 von der damaligen Steuer befreiten Zuwendungen. Zur Anzeige verpflichtet sind neben dem Schenker und Erwerber an dem Rechtsvorgang beteiligte Rechtsanwälte und Notare. Die Anzeige hat binnen drei Monaten zu erfolgen.

### Stiftungseingangssteuer
Unentgeltliche Zuwendungen an privatrechtliche Stiftungen unterliegen aber weiterhin einer Steuer, nunmehr der Stiftungseingangssteuer. Sie fällt an, wenn der Zuwendende seinen Wohnsitz oder gewöhnlichen Aufenthalt oder die Stiftung ihren Sitz oder den Ort ihrer Geschäftsleitung in Österreich hat. Der Steuersatz beträgt im Regelfall 2,5 %, in Ausnahmefällen 25 %.

### Internationales Recht
Zu Vermeidung der Doppelbesteuerung auf dem Gebiet der Erbschafts- und Schenkungssteuer hatte Österreich verschiedene Doppelbesteuerungsabkommen geschlossen, die im Hinblick auf eine im anderen Abkommensstaat bestehende Steuerpflicht weiterhin gelten, so mit Frankreich, den Niederlanden, Tschechien und den USA und nur hinsichtlich der Erbschaftssteuer mit Liechtenstein, der Schweiz und Ungarn.
Infolge des Wegfalls der österreichischen Erbschaftssteuer hat die deutsche Bundesregierung das zwischen Deutschland und Österreich abgeschlossene Doppelbesteuerungsabkommen vom 4. Oktober 1954 gekündigt, ab dann galt deutsches Erbschaftsteuerrecht.
Seit 17. August 2015 ist die EU-Erbrechtsverordnung (650/2012) wirksam, nach der in der gesamten EU – mit Ausnahme des Vereinigten Königreichs, Irlands und Dänemarks – das Aufenthaltsprinzip die Staatszugehörigkeit in Erbfällen ersetzt, es ist also grundsätzlich das Recht des ständigen Aufenthaltes und nicht mehr die Nationalität maßgeblich. Die EU-Erbrechtsverordnung hat keinen Einfluss auf die Steuerbarkeit des Nachlasses oder das anzuwendende Steuerrecht in Bezug auf die Erben. Nach der EU-Erbrechtsverordnung wird nur bestimmt, welches das anzuwendende Erbrecht bezogen auf den konkreten Fall ist.